# 너무 많이 본 사나이
"너무 많이 본 사나이"(The Man Who Watched Too Much)는 한국에서 제작된 손재곤 감독의 2000년 영화이다. 김상헌 등이 주연으로 출연하였고 고영준 등이 제작에 참여하였다.

## 줄거리
캠코더를 친구로부터 빌린 승수는 한 여성을 몰래 카메라에 담으려고 한다. 미사용 테이프가 없어서 렌탈 영화 테이프를 사용한다. 계단 쪽으로 나가면서 그 여성에 더 가까이 다가가 찍으려 하지만 우연히 앞집 여자의 살해 장면이 찍힌다. 승수를 추적하던 살인자는 승수를 끝내 살해한다. 살인자는 경찰에 쫓기는 신세가 된다.

## 출연

### 주연
- 김상헌
- 이계영
- 김신성